# Eve Austin
Eve Austin (* in 10. April 1997 in Nottingham) ist eine britische Schauspielerin.

## Leben und Karriere
Austin wuchs in Nottingham auf. Sie war Mitglied im Central Junior Television Workshop. Ihr Debüt gab sie 2014 in der Fernsehserie In the Flesh. Im selben Jahr war sie in einer Folge in Inside No. 9 zu sehen. Von 2014 bis 2016 trat sie in Doctors auf. Außerdem setzte Austin 2017 ihre Karriere in Emmerdale fort.
Zwischen 2018 und 2019 spielte sie in der Serie The Athena mit. 2019 bekam Austin in dem Film Our Ladies eine Hauptrolle. Unter anderem wurde sie 2023 für die Netflixserie You – Du wirst mich lieben gecastet. Ihre nächste Hauptrolle bekam sie 2024 in This Town.

## Filmografie (Auswahl)
Filme
- 2019: Our Ladies

Serien
- 2014: In the Flesh
- 2014: Inside No. 9
- 2014–2016: Doctors
- 2016: Casualty
- 2017: Fearless
- 2017: Emmerdale
- 2018–2019: The Athena
- 2023:  You – Du wirst mich lieben (You)
- 2024: This Town